# Iwan Stepanowitsch Silajew

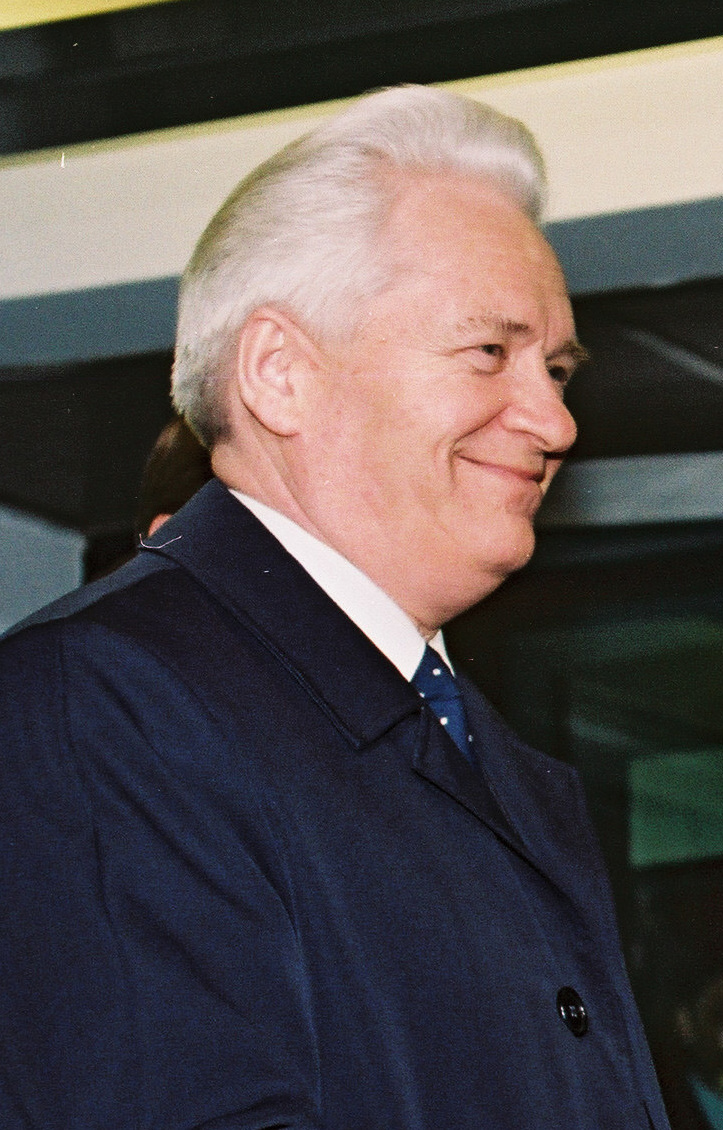
Iwan Silajew (1991)

Iwan Stepanowitsch Silajew (russisch Иван Степанович Силаев, wiss. Transliteration Ivan Stepanovič Silaev; * 21. Oktober 1930 in der Oblast Nischni Nowgorod; † 8. Februar 2023) war ein sowjetischer bzw. russischer Politiker. Er war von September 1991 bis Ende Dezember 1991 der letzte Ministerpräsident der UdSSR.
Silajew legte 1954 am Luftfahrtinstitut von Kasan sein Examen als Ingenieur für Flugzeugbau ab. Dann arbeitete er sich in der Flugzeugfabrik von Gorki (dem heutigen Nischni Nowgorod) zum leitenden Direktor hoch. Danach ging er nach Moskau und wurde dort stellvertretender Minister für die Luftfahrtindustrie (1974–1980), Minister für Maschinenbau (1980–1981) und Minister für die Luftfahrtindustrie (1981–1985).
1985–1990 war er zunächst stellvertretender Ministerpräsident der UdSSR und von 6. September 1991 bis zum 25. Dezember 1991 (letzter) Ministerpräsident des Landes. Zusätzlich war er ab 1990 Ministerpräsident Russlands, bis ihm im September 1991 Oleg Lobow als amtierender Ministerpräsident nachfolgte.
Von 1991 bis 1994 war Silajew Botschafter Russlands  bei der Europäischen Union.

## Auszeichnungen
Iwan Silajew erhielt folgende Auszeichnungen:
- Leninorden (1971, 1975)
- Leninpreis (1972)
- Held der sozialistischen Arbeit (1975)
- Orden der Oktoberrevolution (1981)